# Jure Ivanković
 Jure Ivanković  (sinh 15 tháng 11 năm 1985 ở Široki Brijeg) là một cầu thủ bóng đá Bosnia và Herzegovina hiện tại thi đấu ở Giải bóng đá ngoại hạng Bosnia và Herzegovina câu lạc bộ Široki Brijeg.